# Penstemon albidus
Penstemon albidus är en grobladsväxtart som beskrevs av Thomas Nuttall. Penstemon albidus ingår i släktet penstemoner, och familjen grobladsväxter. Inga underarter finns listade i Catalogue of Life.

## Bildgalleri

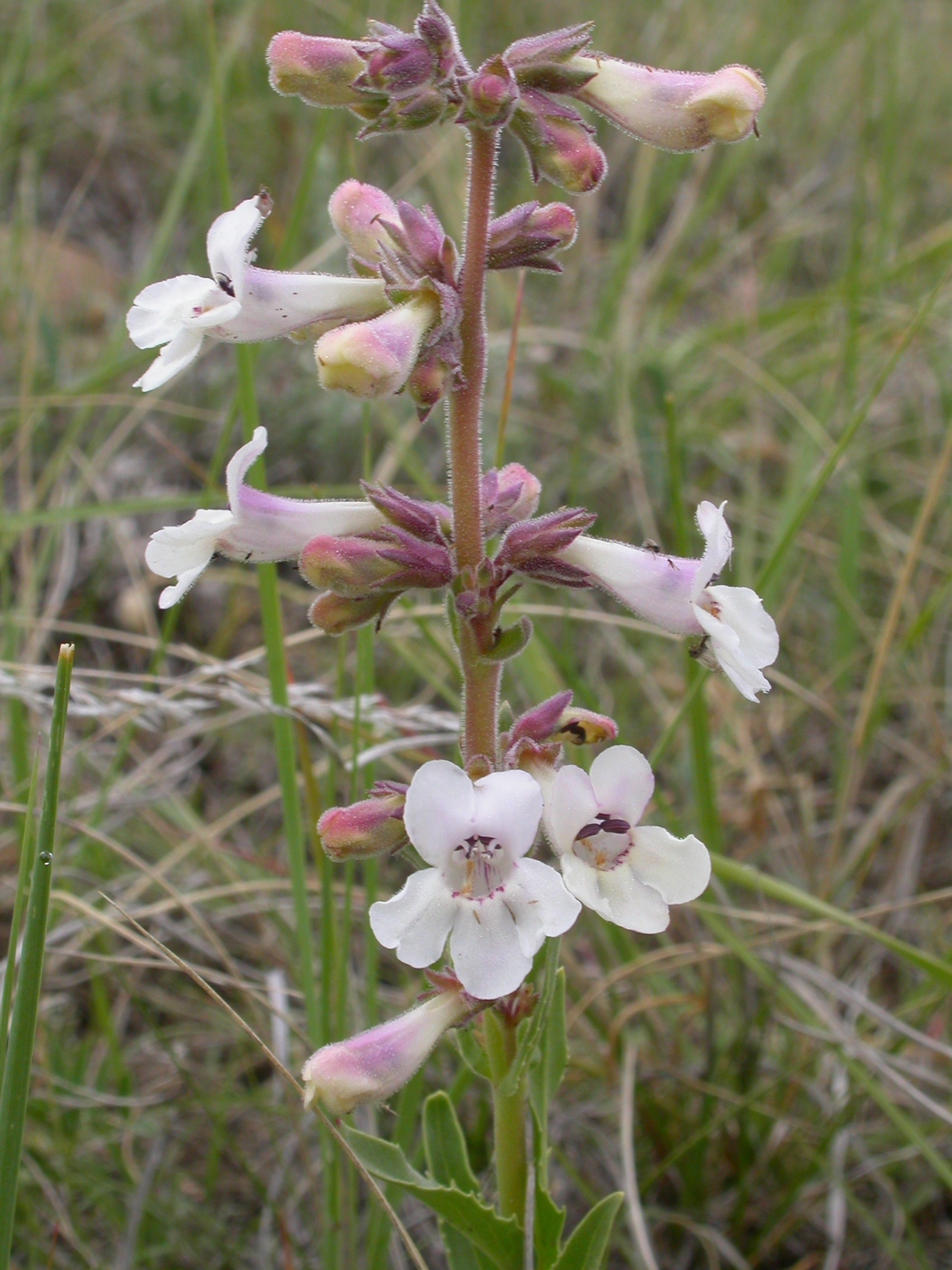
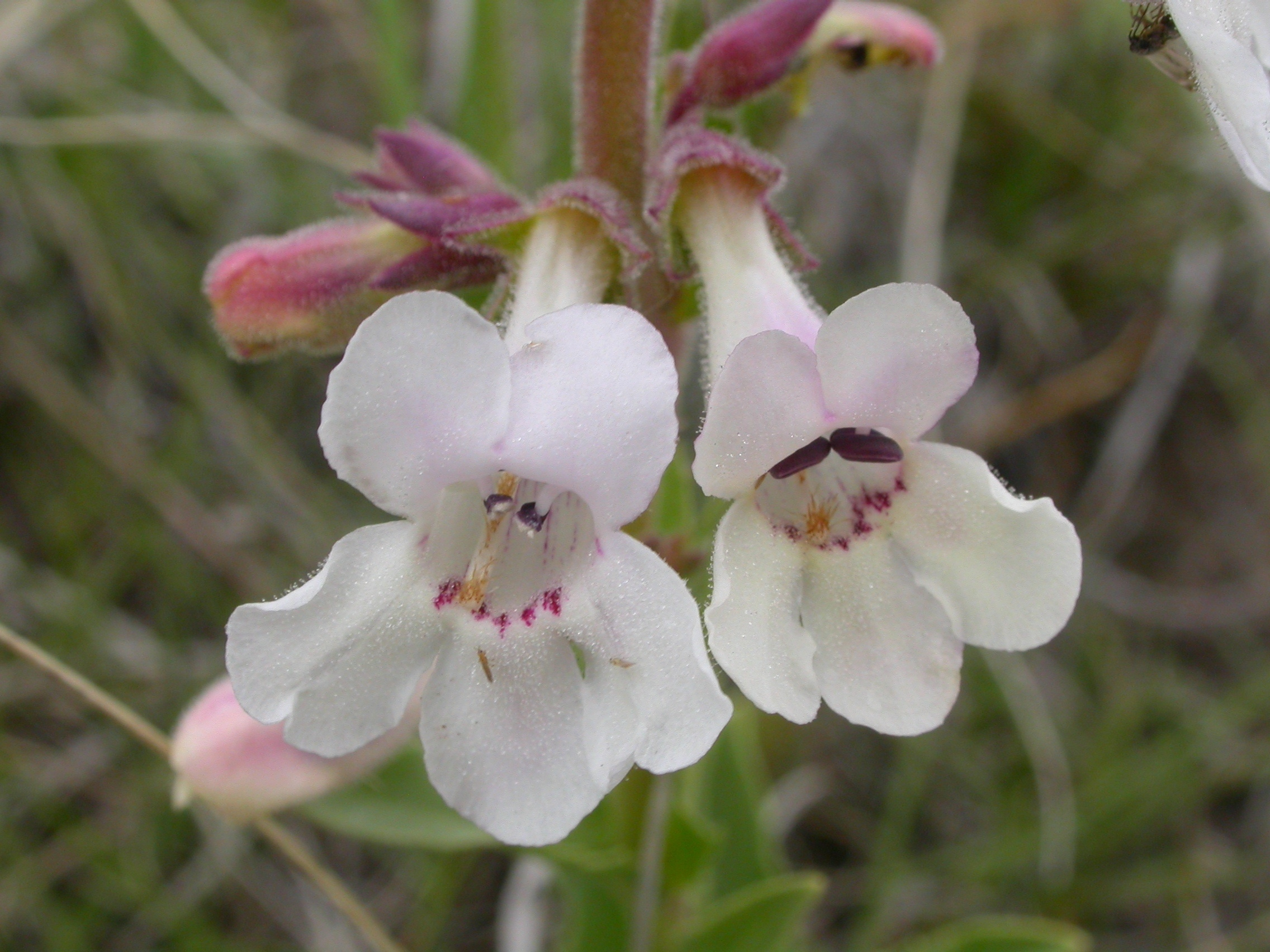
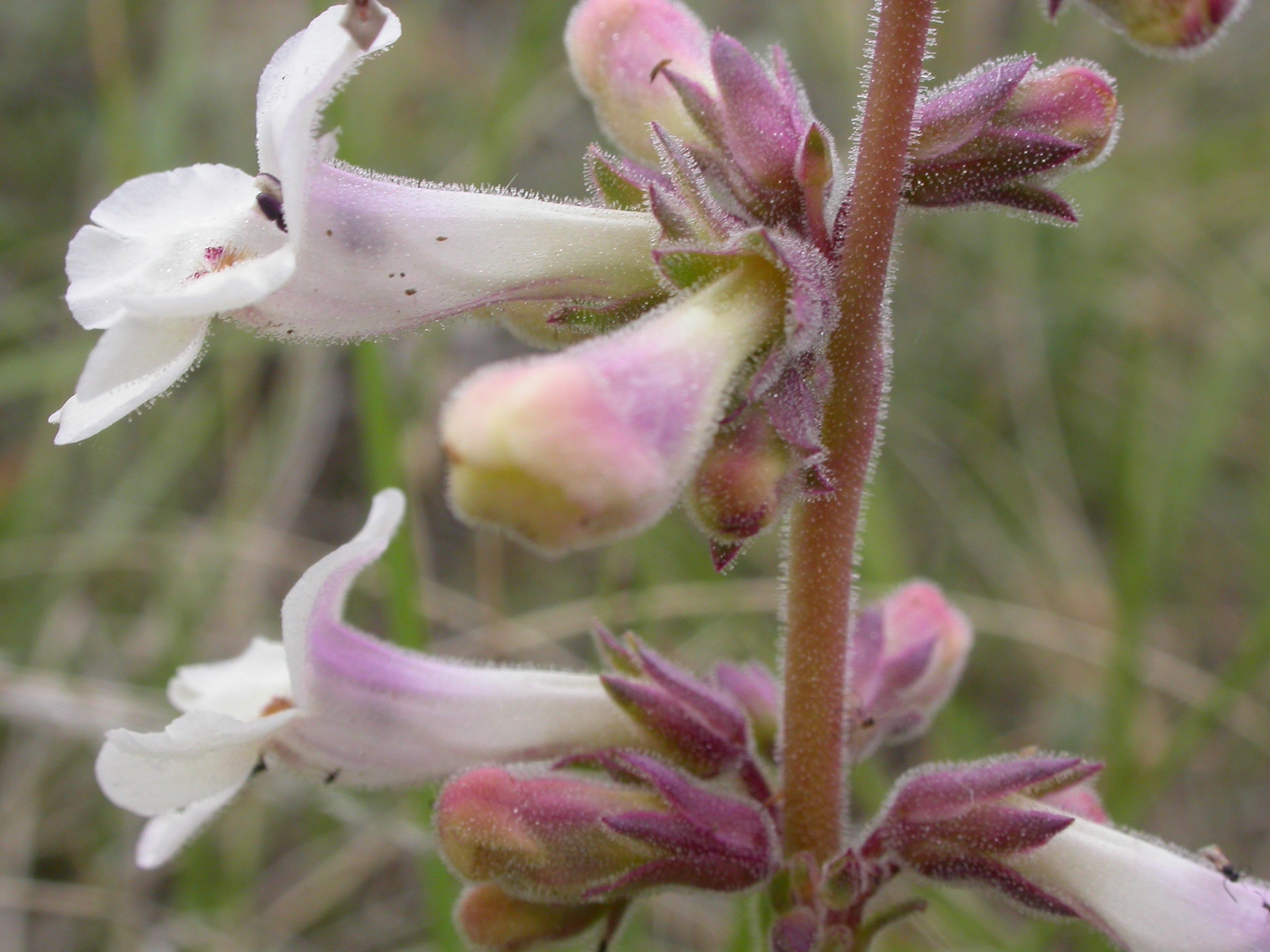
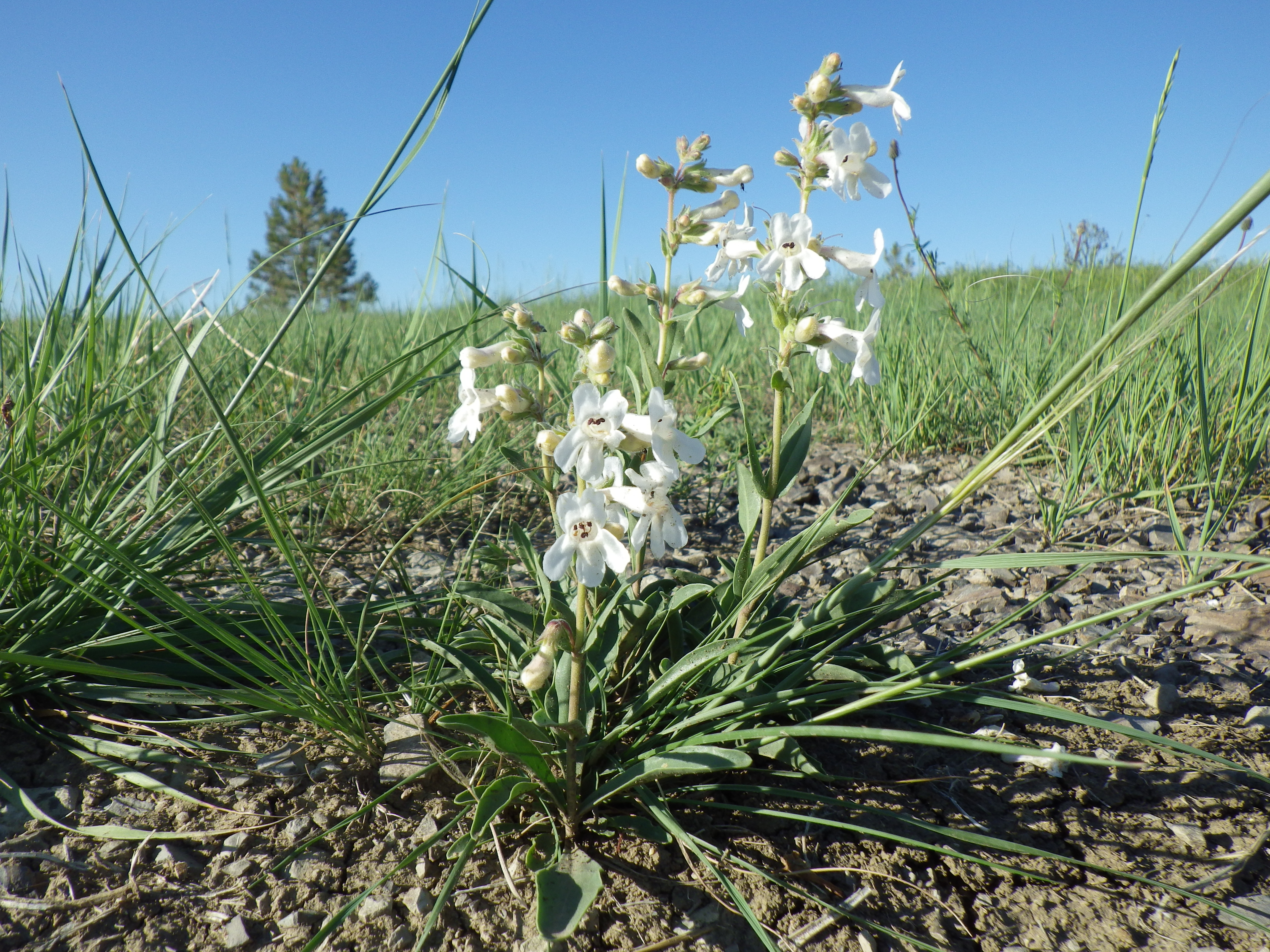
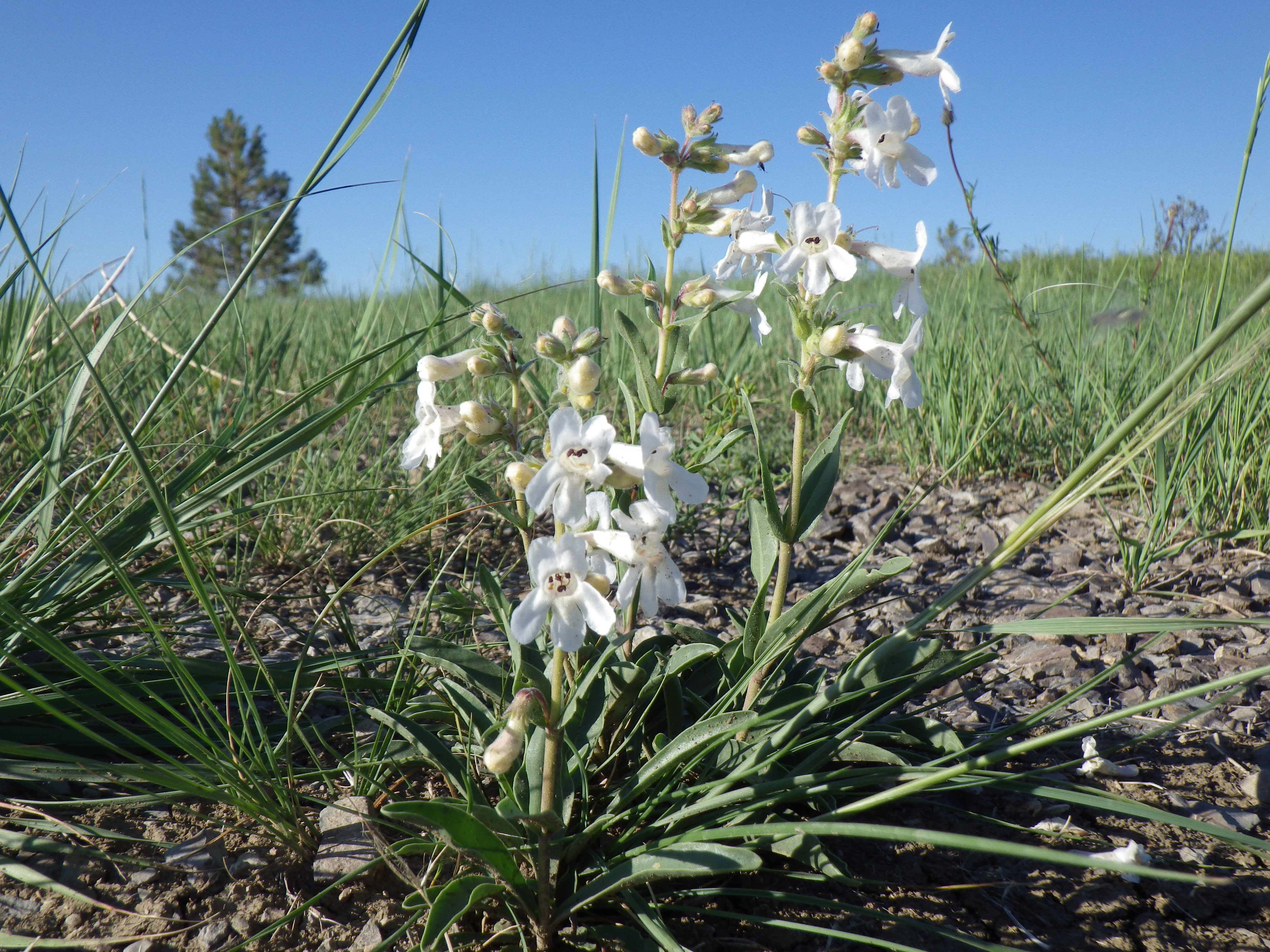
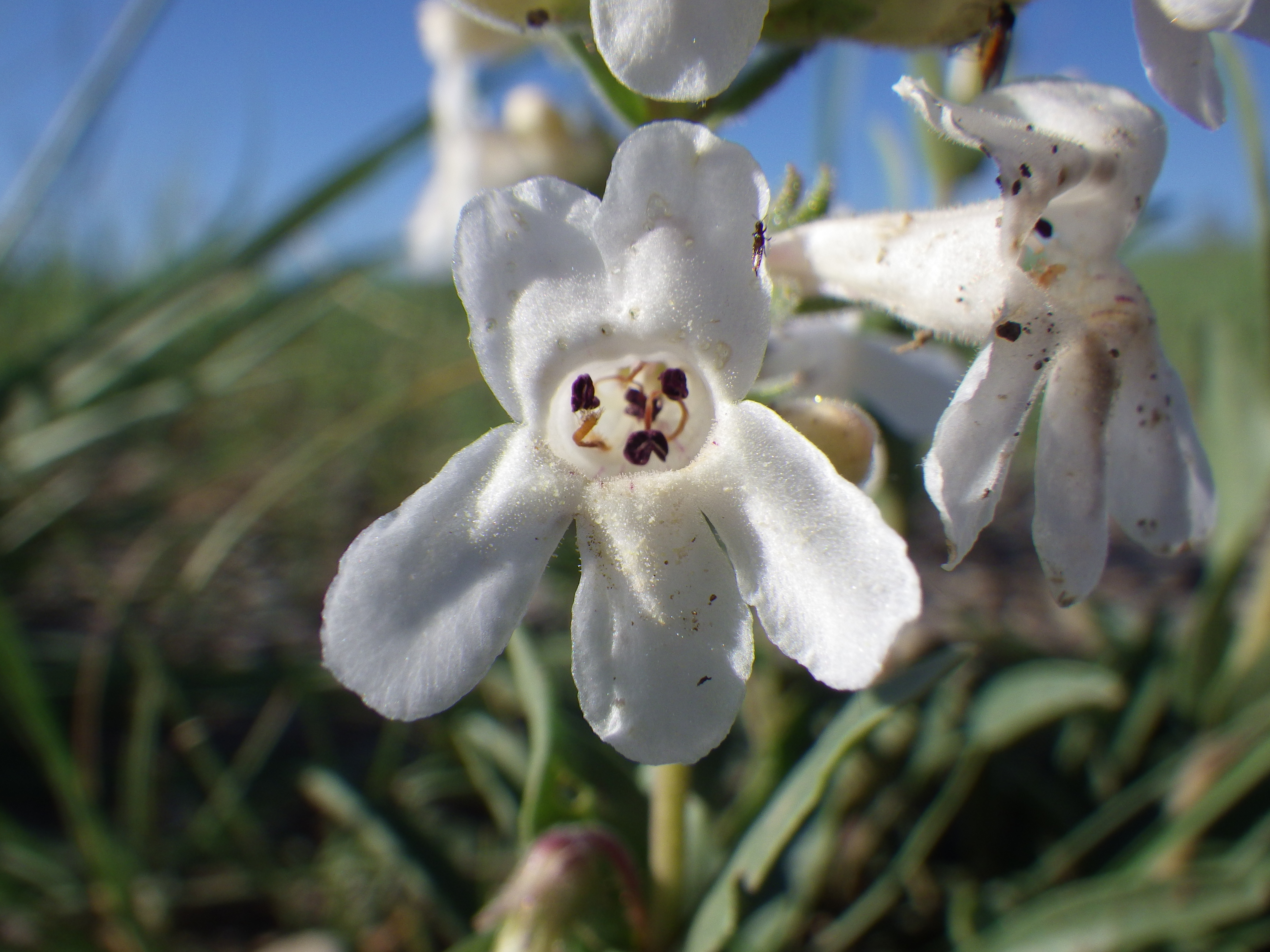